# ان‌جی‌سی ۴۴

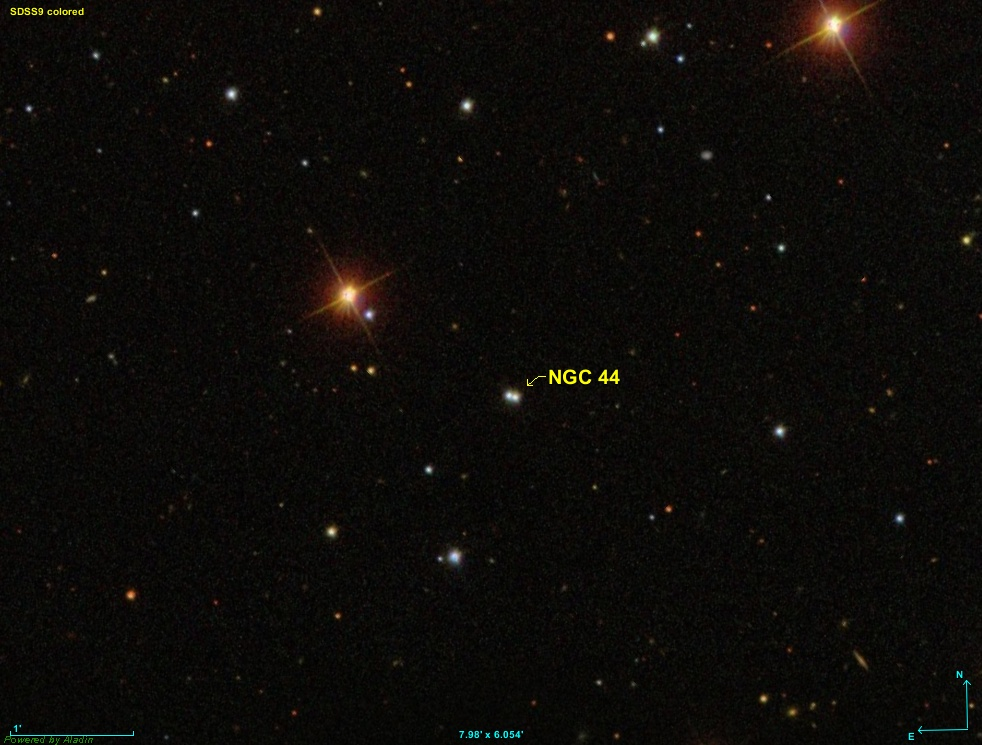
ان‌جی‌سی ۴۴

ان‌جی‌سی ۴۴ (به انگلیسی: NGC 44) یک جفت ستاره با قدر ظاهری ۱۴٫۶ است که در صورت فلکی زن برزنجیر قرار دارد.